# Zatoka Arabacka
Zatoka Arabacka (ukr. Арабатська затока, ros. Арабатский залив, krm. Arabat körfezi) – zatoka w południowej części Morza Azowskiego przylegająca do Półwyspu Kerczeńskiego oraz Mierzei Arabackiej. Długość zatoki wynosi 22 km, szerokość 40 km, a średnia głębokość 8-9 m.